# Alexandre Dujeux
Alexandre Dujeux (Villers-sur-Meuse, 8 gennaio 1976) è un allenatore di calcio ed ex calciatore francese, di ruolo difensore, tecnico dell'Angers.

## Statistiche

### Statistiche da allenatore
Statistiche aggiornate al 18 agosto 2024. In grassetto le competizioni vinte.
| Stagione        | Squadra         | Campionato      | Campionato | Campionato | Campionato | Campionato | Coppe nazionali | Coppe nazionali | Coppe nazionali | Coppe nazionali | Coppe nazionali | Coppe continentali | Coppe continentali | Coppe continentali | Coppe continentali | Coppe continentali | Altre coppe | Altre coppe | Altre coppe | Altre coppe | Altre coppe | Totale | Totale | Totale | Totale | % Vittorie | Piazzamento      |
| Stagione        | Squadra         | Comp            | G          | V          | N          | P          | Comp            | G               | V               | N               | P               | Comp               | G                  | V                  | N                  | P                  | Comp        | G           | V           | N           | P           | G      | V      | N      | P      | %          | Piazzamento      |
| --------------- | --------------- | --------------- | ---------- | ---------- | ---------- | ---------- | --------------- | --------------- | --------------- | --------------- | --------------- | ------------------ | ------------------ | ------------------ | ------------------ | ------------------ | ----------- | ----------- | ----------- | ----------- | ----------- | ------ | ------ | ------ | ------ | ---------- | ---------------- |
| ott. 2014-2015  | Tours           | L2              | 27         | 9          | 8          | 10         | CF+CdL          | 4+1             | 2+0             | 1+1             | 1+0             | -                  | -                  | -                  | -                  | -                  | -           | -           | -           | -           | -           | 32     | 11     | 10     | 11     | 34,38      | Sub. 15°         |
| mar.-giu. 2023  | Angers          | L1              | 12         | 2          | 2          | 8          | CF              | -               | -               | -               | -               | -                  | -                  | -                  | -                  | -                  | -           | -           | -           | -           | -           | 12     | 2      | 2      | 8      | 16,67      | Sub. 20° (retr.) |
| 2023-2024       | Angers          | L1              | 38         | 20         | 8          | 10         | CF              | 3               | 2               | 0               | 1               | -                  | -                  | -                  | -                  | -                  | -           | -           | -           | -           | -           | 41     | 22     | 8      | 11     | 53,66      | 2° (prom.)       |
| 2024-2025       | Angers          | L1              | 4          | 0          | 1          | 3          | CF              | 0               | 0               | 0               | 0               | -                  | -                  | -                  | -                  | -                  | -           | -           | -           | -           | -           | 4      | 0      | 1      | 3      | &0,00      | in corso         |
| Totale Angers   | Totale Angers   | Totale Angers   | 54         | 22         | 11         | 21         |                 | 3               | 2               | 0               | 1               |                    | -                  | -                  | -                  | -                  |             | -           | -           | -           | -           | 57     | 24     | 11     | 22     | 42,11      |                  |
| Totale carriera | Totale carriera | Totale carriera | 81         | 31         | 19         | 31         |                 | 8               | 4               | 2               | 2               |                    | -                  | -                  | -                  | -                  |             | -           | -           | -           | -           | 89     | 35     | 21     | 33     | 39,33      |                  |